# Tom Kristensen

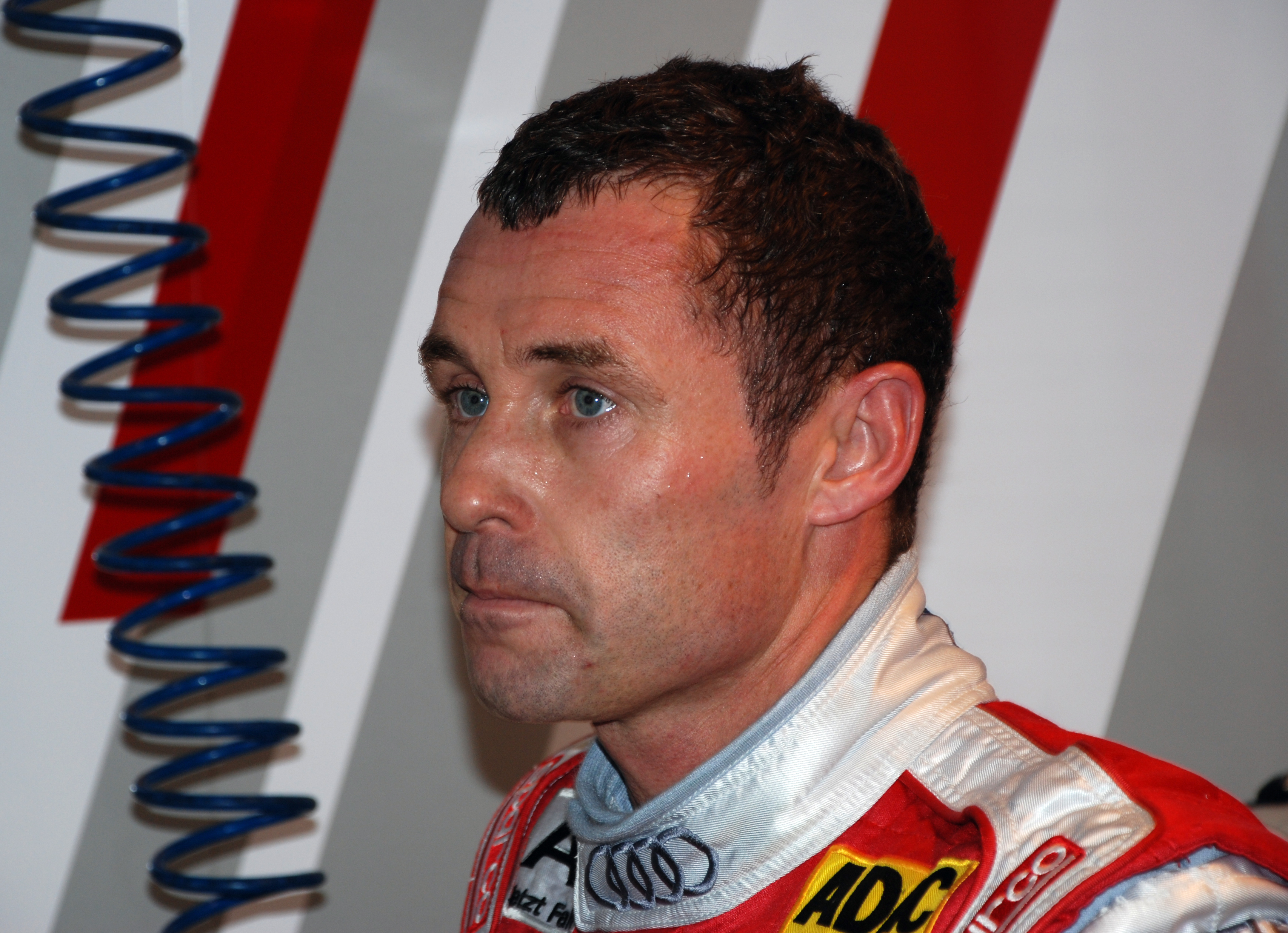
Tom Kristensen

Tom Kristensen (Hobro, 1967. július 7. –) dán autóversenyző, kilencszer nyerte meg a Le-Mans-i 24 órás autóversenyt, amivel jelenleg a verseny rekordtartója a győzelmek számát tekintve.

## Pályafutása
Gokart karrierje után, az 1990-es évek elején Japánban versenyzett. 1993-ban Japán Formula 3-as bajnok lett. 96-ban, és 97-ben hatodik a Formula–3000-es bajnokságban, majd a következő évben a Tyrrell Formula–1-es csapat tesztpilótája lett.

## Eredményei

### Le Mans-i 24 órás autóverseny
| Év   | Csapat                    | Autó                    | Csapattárs         | Csapattárs       | Helyezés | Kiesés oka |
| ---- | ------------------------- | ----------------------- | ------------------ | ---------------- | -------- | ---------- |
| 1997 | Joest Racing              | TWR-Porsche WSC95       | Michele Alboreto   | Stefan Johansson | 1.       |            |
| 1998 | BMW Motorsport            | BMW V12 LMR             | Hans-Joachim Stuck | Steve Soper      | kiesett  |            |
| 1999 | BMW Motorsport            | BMW V12 LMR             | JJ Lehto           | Jörg Müller      | kiesett  | baleset    |
| 2000 | Audi Sport Team Joest     | Audi R8                 | Emanuele Pirro     | Frank Biela      | 1.       |            |
| 2001 | Audi Sport Team Joest     | Audi R8                 | Emanuele Pirro     | Frank Biela      | 1.       |            |
| 2002 | Audi Sport Team Joest     | Audi R8                 | Emanuele Pirro     | Frank Biela      | 1.       |            |
| 2003 | Team Bentley              | Bentley EXP Speed 8     | Rinaldo Capello    | Guy Smith        | 1.       |            |
| 2004 | Audi Sport Japan Team Goh | Audi R8                 | Rinaldo Capello    | Ara Szeidzsi     | 1.       |            |
| 2005 | ADT Champion Racing       | Audi R8                 | JJ Lehto           | Marco Werner     | 1.       |            |
| 2006 | Audi Sport Team Joest     | Audi R10 TDI            | Rinaldo Capello    | Allan McNish     | 3.       |            |
| 2007 | Audi Sport North America  | Audi R10 TDI            | Rinaldo Capello    | Allan McNish     | kiesett  | baleset    |
| 2008 | Audi Sport North America  | Audi R10 TDI            | Rinaldo Capello    | Allan McNish     | 1.       |            |
| 2009 | Audi Sport Team Joest     | Audi R15 TDI            | Rinaldo Capello    | Allan McNish     | 3.       |            |
| 2010 | Audi Sport Team Joest     | Audi R15 TDI            | Rinaldo Capello    | Allan McNish     | 3.       |            |
| 2011 | Audi Sport North America  | Audi R18 TDI            | Rinaldo Capello    | Allan McNish     | kiesett  | baleset    |
| 2012 | Audi Sport Team Joest     | Audi R18 e-tron quattro | Rinaldo Capello    | Allan McNish     | 2.       |            |
| 2013 | Audi Sport Team Joest     | Audi R18 e-tron quattro | Allan McNish       | Loïc Duval       | 1.       |            |
| 2014 | Audi Sport Team Joest     | Audi R18-e-tron quattro | Marc Gené          | Lucas di Grassi  | 2.       |            |